# 春江ひかる
春江 ひかる（はるえ ひかる）は、日本の漫画家。

## 略歴
- 2017年 - 第587回別マまんがスクールにおいて、デビュー賞を獲得した。

## 作品リスト

### 連載
- マネージャーの推しごと[1]（『別冊マーガレット』2020年4月号[2] - 2020年7月号[3]）
- 推しにガチ恋しちゃったら（『別冊マーガレット』2023年2月号別冊ふろく『BABY』vol.26 - 2025年4月号）

### 読み切り
- 年上の好きな人（『別冊マーガレット』2017年6月号） - デビュー作。
- エンドロールがきこえる（『ザ マーガレット』2018年6月号）
- 先生煩い（『別冊マーガレット』2019年4月号別冊ふろく『世界で一番大嫌い!!!!』）
- 夏服を脱いだら（『別冊マーガレット』2019年9月号別冊ふろく『君に熱視線♡』）
- 先輩のレンズの向こう（『別冊マーガレット』2021年6月号別冊ふろく『BABY』vol.6）
- 先輩、推してもいいですか?（『別冊マーガレット』2021年11月号別冊ふろく『BABY』vol.11）
- 美雨ちゃんは元カノコンプ。（『別冊マーガレット』2022年6月号別冊ふろく『BABY』vol.18）

### 書籍
全て集英社、マーガレットコミックス（DIGITAL）から刊行されている。
- 『マネージャーの推しごと』、2020年、全4巻
  1. 2020年8月25日発売、ASIN B08FMLJXHX
  2. 2020年8月25日発売、ASIN B08FMLMDCQ
  3. 2020年8月25日発売、ASIN B08FMLK86G
  4. 2020年8月25日発売、ASIN B08FMMFSR9
- 『推しにガチ恋しちゃったら』、2024年 - 2025年、全6巻
  1. 2024年2月22日発売[4][5]、ISBN 978-4-08-844890-9
  2. 2024年3月25日発売[6]、ISBN 978-4-08-844891-6
  3. 2024年4月24日発売[7]、ISBN 978-4-08-844899-2
  4. 2024年6月25日発売[8]、ISBN 978-4-08-843021-8
  5. 2024年11月25日発売[9]、ISBN 978-4-08-843063-8
  6. 2025年4月24日発売[10]、ISBN 978-4-08-843128-4